# Venezuelské letectvo
Venezuelské letectvo (oficiálním názvem španělsky Aviación Militar Bolivariana, doslova Bolivariánské vojenské letectvo) je letecká složka ozbrojených sil Venezuely.
Jedná se o plně profesionální ozbrojený sbor, jehož hlavním úkolem je ochrana suverenity Venezuely a jejího vzdušného prostoru.
Jeho tradice sahají k 10. prosinci 1920 kdy ve Venezuele vznikla Škola vojenského letectva (Escuela de Aviación Militar) a samostatnou složkou jejích ozbrojených sil se stalo 22. června 1946, pod názvem Venezuelské vzdušné síly (Fuerza Aérea Venezolana). V letech 2001-2006 neslo název Venezuelské vojenské letectvo (Aviación Militar Venezolana). Svůj současný název nese od roku 2007. 
Vlastními podpůrnými vzdušnými složkami disponují i Venezuelská armáda, národní garda a námořnictvo.

## Přehled letecké techniky

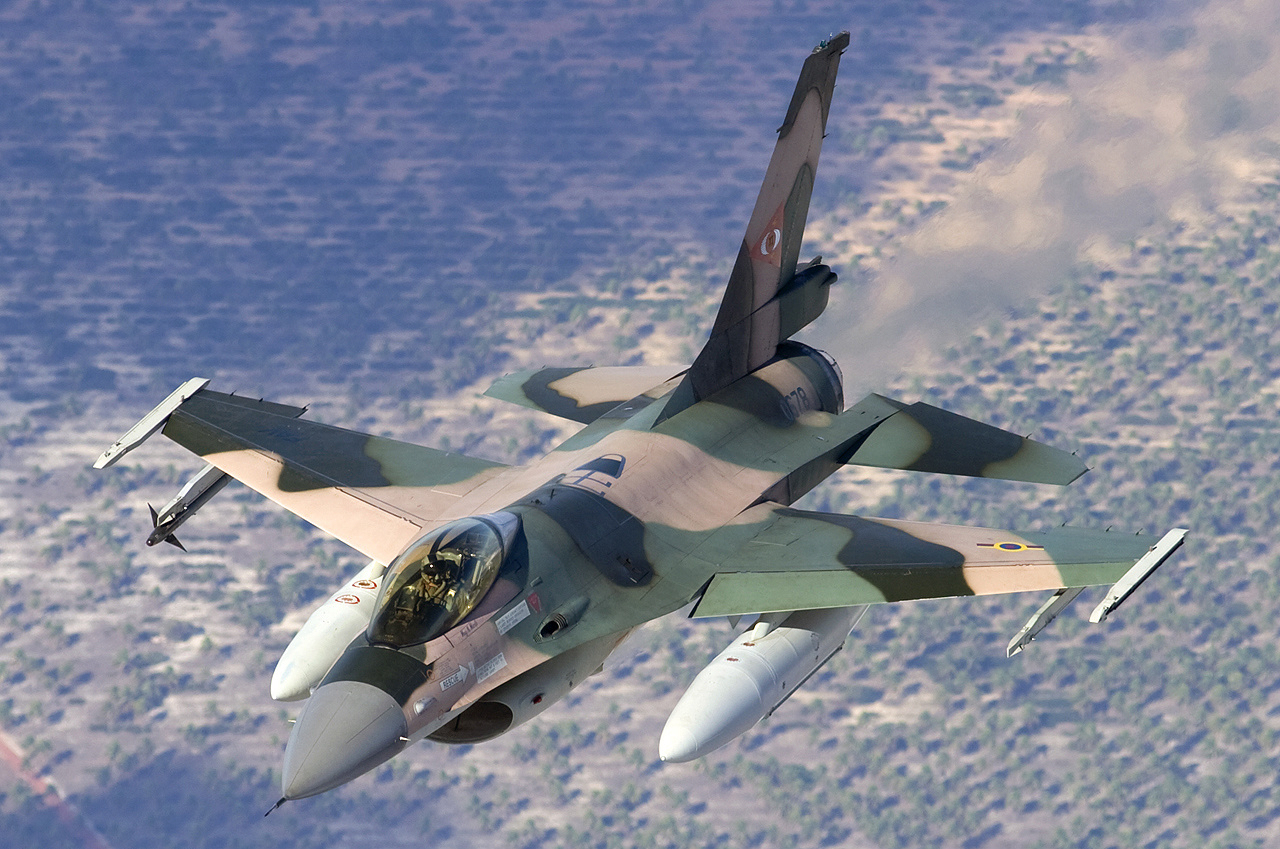
Venezuelský letoun F-16A

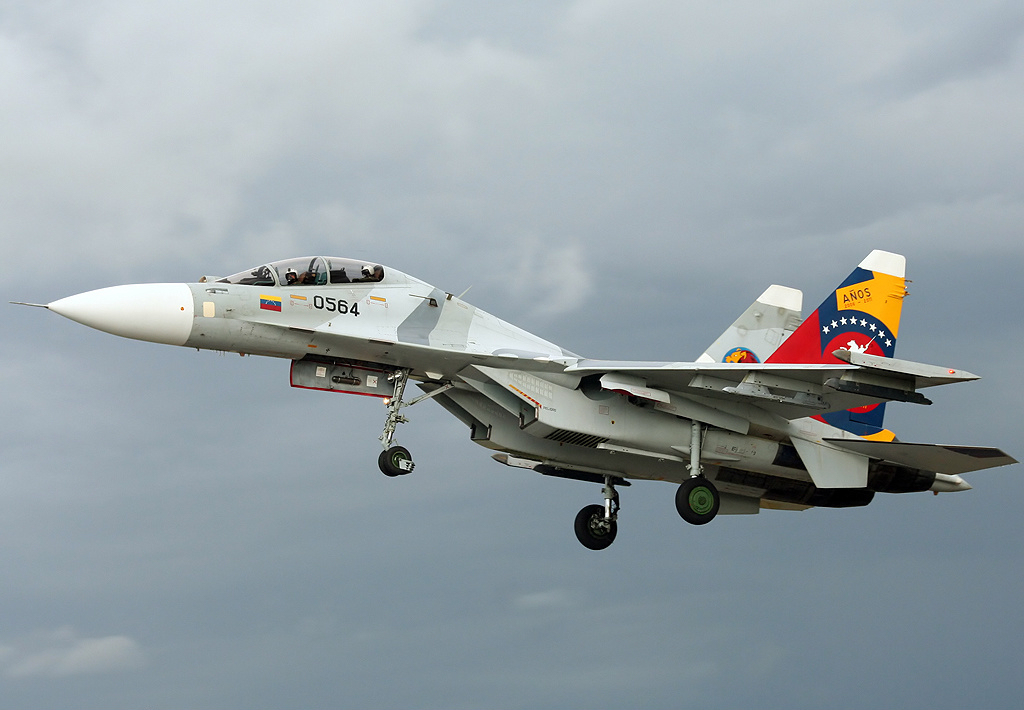
Suchoj Su-30 Venezuelského letectva

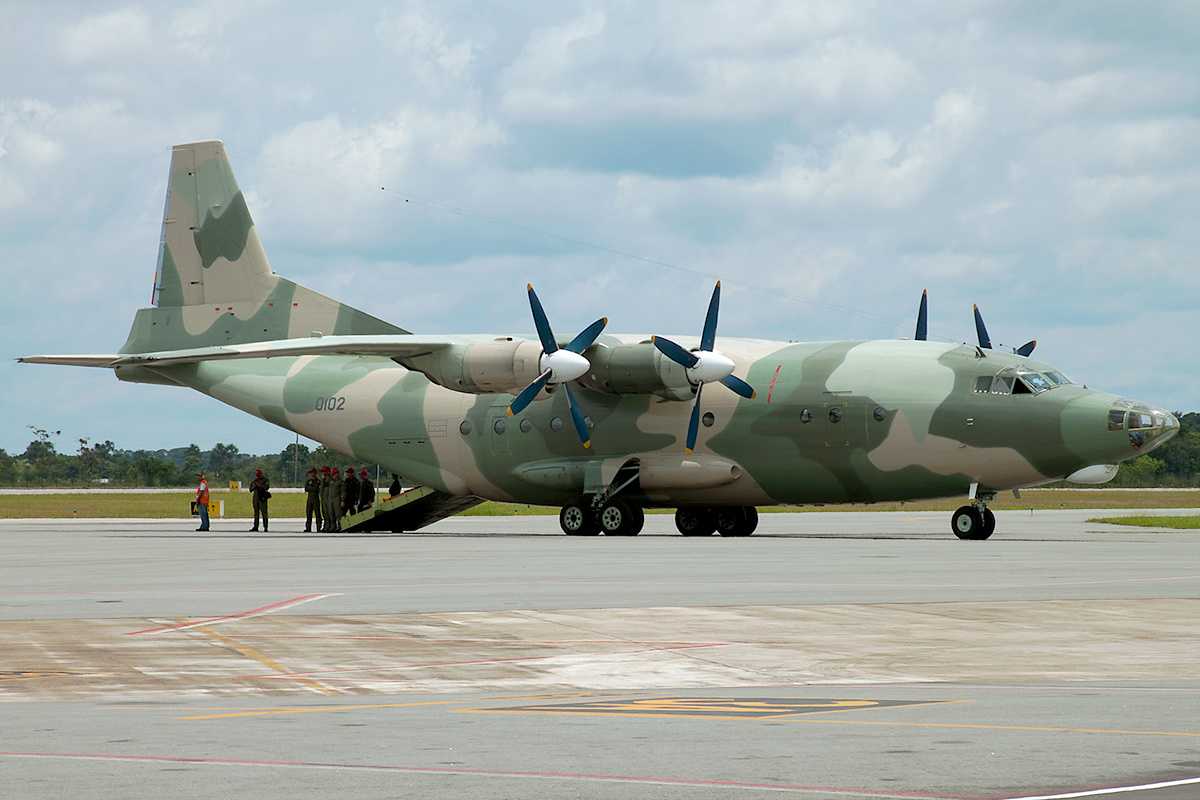
Venezuelský Shaanxi Y-8

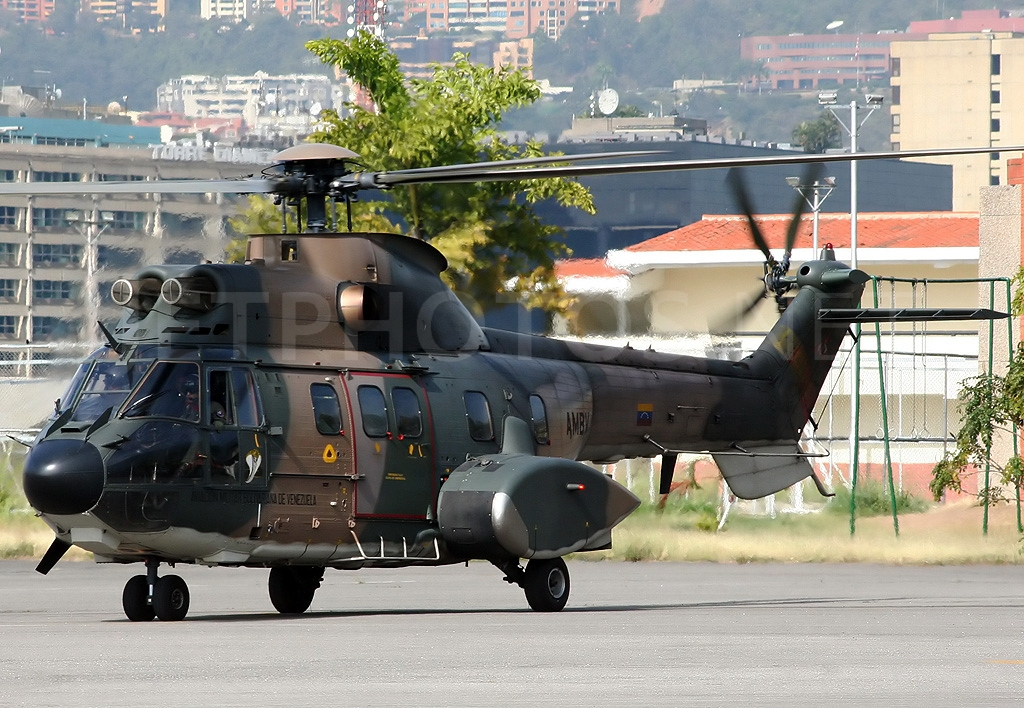
Eurocopter AS532 Cougar

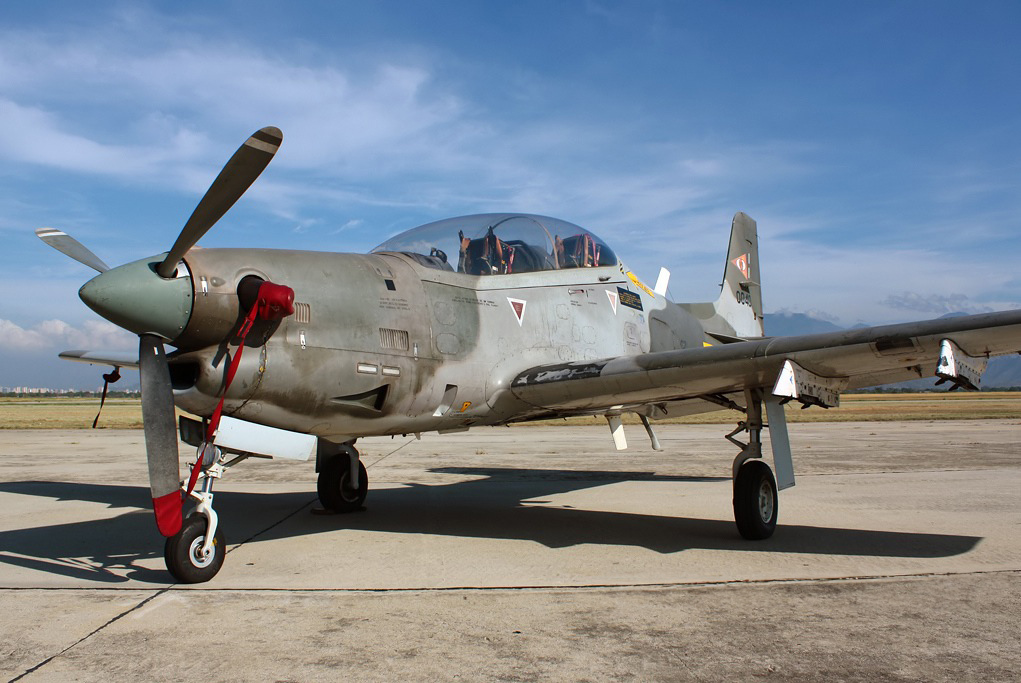
Venezuelský AT-27 Tucano

Tabulka obsahuje přehled letecké techniky Venezuelského letectva podle Flightglobal.com.
| Název                                    | Fotografie     | Původ               | Určení                                            | Verze                                | Ve službě      | Poznámky                        |
| Bojové letouny                           | Bojové letouny | Bojové letouny      | Bojové letouny                                    | Bojové letouny                       | Bojové letouny | Bojové letouny                  |
| ---------------------------------------- | -------------- | ------------------- | ------------------------------------------------- | ------------------------------------ | -------------- | ------------------------------- |
| General Dynamics F-16 Fighting Falcon    |                | USA                 | víceúčelový bojový letoundvoumístný bojový letoun | F-16A Block 15 OCUF-16B Block 15 OCU | 164            |                                 |
| Suchoj Su-30                             |                | Rusko               | víceúčelový bojový letoun                         | Su-30MK2                             | 23             | Objednáno dalších dvanáct kusů. |
| Speciální letouny                        |                |                     |                                                   |                                      |                |                                 |
| Boeing 707                               |                | USA                 | letoun pro tankování paliva za letu               |                                      | 1              |                                 |
| Dassault Falcon 20                       |                | Francie             | elektronický boj                                  |                                      | 1              |                                 |
| Fairchild Swearingen Metroliner          |                | USA                 | elektronický boj                                  | Merlin IV                            | 1              |                                 |
| Dopravní a transportní letouny           |                |                     |                                                   |                                      |                |                                 |
| Beechcraft Super King Air                |                | USA                 | lehký dopravní/užitkový letoun                    | King Air 200/350                     | 4              |                                 |
| Cessna 208 Caravan                       |                | USA                 | užitkový letoun                                   |                                      | 4              |                                 |
| Cessna Citation                          |                | USA                 | spojovací letadlo/business jet                    | Cessna Citation II                   | 1              |                                 |
| Dornier Do 228                           |                | Německo             | lehký transportní/užitkový letoun                 | Do 228/NG                            | 3              | Objednáno dalších 7 kusů.       |
| Fairchild Swearingen Metroliner          |                | USA                 | lehký dopravní letoun                             | Merlin IV                            | 1              |                                 |
| Lockheed C-130 Hercules                  |                | USA                 | taktický transportní letoun                       | C-130H/L-100 Hercules                | 5              |                                 |
| Shaanxi Y-8                              |                | Čína                | taktický transportní letoun                       |                                      | 8              | Čínská kopie sovětského An-12   |
| Short 360                                |                | Spojené království  | lehký transportní letoun                          |                                      | 2              |                                 |
| Vrtulníky                                |                |                     |                                                   |                                      |                |                                 |
| Eurocopter AS332 Super Puma/AS532 Cougar |                | Francie             | užitkový a transportní vrtulník                   |                                      | 10             |                                 |
| Mil Mi-8/Mil Mi-17                       |                | Sovětský svaz Rusko | užitkový a transportní vrtulník                   | Mi-171/Mi-172                        | 6              |                                 |
| Mil Mi-28                                |                | Rusko               | bitevní vrtulník                                  |                                      | 0              | Předběžně objednáno 10 kusů.    |
| Cvičná letadla                           |                |                     |                                                   |                                      |                |                                 |
| Diamond DA40                             |                | Rakousko            | letoun pro základní výcvik                        | DA40NG                               | 24             |                                 |
| Diamond DA42                             |                | Rakousko            | dvoumotorový cvičný letoun                        |                                      | 6              |                                 |
| Embraer EMB 312 Tucano                   |                | Brazílie            | cvičný letoun                                     | AT-27 Tucano                         | 19             |                                 |
| Enstrom 280/480                          |                | USA                 | cvičný vrtulník                                   |                                      | 6              | Objednáno dalších 12 kusů.      |
| Hongdu JL-8                              |                | Čína                | proudový cvičný a lehký bojový letoun             | K-8VV Karakorum                      | 5              |                                 |
| Hongdu L-15                              |                | Čína                | proudový cvičný letoun                            |                                      | 0              | Předběžně objednáno 24 kusů.    |
| SIAI-Marchetti SF.260                    |                | Itálie              | cvičný letoun                                     | SF.260EU                             | 12             |                                 |

## Dříve užívaná letadla
- BAC Jet Provost
- Canadair VF-5 Freedom Fighter
- Dassault Mirage 50
- de Havilland Vampire
- Douglas C-47 Skytrain
- English Electric Canberra
- Fairchild C-123 Provider
- North American F-86 Sabre
- North American Rockwell OV-10 Bronco
- Rockwell T-2 Buckeye

## Organizace
Venezuelské letectvo je organizováno do perutí (Escuadrón), z nichž každá je složena z několika letek (Escuadrilla). Dvě či více perutí tvoří skupinu (Grupo Aéreo), z nichž každá sídlí na jedné základně (Base Aérea), na které může být dislokována jedna nebo více skupin.

## Letecké jednotky
(Podle stavu k červnu 2016)

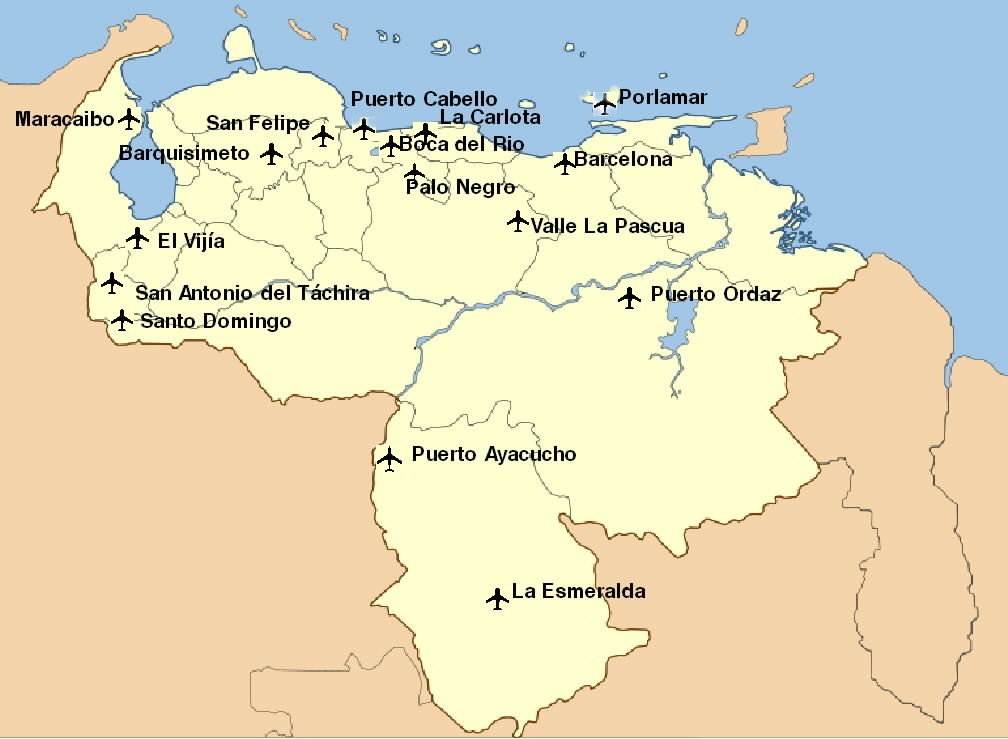
Rozmístění venezuelských leteckých základen.

- Grupo Aéreo de Transporte Administrativo 4 – Base Aérea "Generalissimo Francisco de Miranda" – Caracas
  - Escuadrón 41 (A319CJ, ERJ190BJ, B737-200, Falcon 50 a Falcon 900EX)
  - Escuadrón 42 (AS532UL a Mi-172)

- Grupo Aéreo de Transporte Administrativo 5 – Base Aérea "Generalissimo Francisco de Miranda" – Caracas
  - Escuadrón 51 (Beech 200, Beech 300 a Beech 350)
  - Escuadrón 53 (Ce500, Ce550 a Ce750)

- Grupo Aéreo de Transporte 6 – Base Aérea "El Libertador" – Palo Negro
  - Escuadrón 61 (C-130HV, Y-8F-200W)
  - Escuadrón 62 (Shorts 360-300)

- Grupo Aéreo de Transporte 9 "Tucanes" – Base Aérea "Casique Aramare" – Puerto Ayacucho
  - Escuadrón 91 "Pemones" (Ce206H, CeT206H a Ce208B)
  - Escuadrón 92 "Guajibos"  (Do228-212)
  - Escuadrón 93 "Maruhuaca" (Ce750)

- Grupo Aéreo de Operaciones Especiales 10 "Cobras" – Base Aérea "El Libertador" – Palo Negro
  - Escuadrón 101 "Guerreros" (AS332B1 a AS532AC)
  - Escuadrón 102 "Piaroas" (Enstrom F280FX)
  - Escuadrón 103 (C-S.A.R.)

- Grupo Aéreo de Caza 11 "Diablos" – Base Aérea "Capitan Manuel Rios Guarico" – El Sombrero
  - Escuadrón 33 "Halcones" (Su-30MK2V)
  - Escuadrón 34 "Caciques" (Su-30MK2V)

- Grupo Aéreo de Caza 12 "Grifos" – Base Aérea "Tenente Vincente Landaeta Gil" – Barquisimeto
  - Escuadrón 35 "Panteras" (K-8VV)
  - Escuadrón 36 "Jaguares" (K-8VV)

- Grupo Aéreo de Caza 13 "Leones" – Base Aérea "Teniente Luis del Valle García" – Barcelona
  - Escuadrón 131 "Cayaurima" (Su-30MK2V)
  - Escuadrón 132 "Yavire" (Su-30MK2V)
  - Escuadrón 133 "Urimare" (Su-30MK2V)

- Grupo de Entrenamiento Aéreo 14 "Escorpiones" – Base Aérea "Mariscal Sucre" – Boca del Rio
  - Escuadrón Primario 141 "Aguiluchos" (Cessna 182 a SF.260EU)
  - Escuadrón Básico 142 "Yavire" (EMB 312)
  - Escuadrón Tactico 143 "Urimare" (EMB 312)
  - Escuadrón Ultralivianos (Challenger II)

- Grupo Aéreo de Operaciones Especiales 15 "Potros" – Base Aérea "General en Jefe Rafael Urdaneta" – Maracaibo
  - Escuadrón 151 "Linces" (OV-10A a OV-10E)
  - Escuadrón 152 "Avispones" (K-8VV)

- Grupo Aéreo de Caza 16 "Dragones" – Base Aérea "El Libertador" – Palo Negro
  - Escuadrón 161 "Caribes" (F-16A a F-16B)
  - Escuadrón 162 "Gavilanes" (F-16A a F-16B)

- Grupo Aéreo de Operaciones Especiales 17 "Arpias" – Base Aérea "Teniente Coronel Teofilo Méndez" – Puerto Ordaz
  - Escuadrón 171 "Waraos" (Mi-17V-5)

- Grupo de Entrenamiento Aéreo 18 – Base Aérea "Mariscal Sucre" – Boca del Rio
  - Escuadrón Primario 191 "Domu Auka" (Enstrom F480B)
  - Escuadrón Básico 192 "Otoida Nihakana" (Enstrom F480B)

- Grupo de Entrenamiento Aéreo 19 – Base Aérea "Mariscal Sucre" – Boca del Rio
  - Escuadrón Primario 181 (DA40NG)
  - Escuadrón Básico 182 (DA42VI)

- Grupo Aéreo de Inteligencia, Vigilancia y Reconocimiento Electronico 85 "Cuervos" – Base Aérea "El Libertador" – Palo Negro
- Escuadrón 851 "Aguilas" (Falcon 20C-EW)
- Escuadrón de Inteligencia de Señales 852 "Guacharos" (C-26B)
- Escuadrón de Vuelo No Tripulado 83 "Cari Cari" (UAV Arpia a UAV Venezolano)